# بامرکلا
بامرکلا، روستایی است از توابع بخش دابودشت شهرستان آمل در استان مازندران ایران. نام اولیه این روستا درزمان های قدیم به سپیدکلا شناخته میشده که بعدها افرادی از توابع بامر که جز اولین ساکنین این روستا هستند و هم اکنون با شهرت توکلی شناخته میشوند به این روستا آمدند و سکنا گزیدند . از جاذبه گردشگری این روستا میتوان به  امام زاده درویشعلی اشاره کرد که به ثبت اداره اوقاف نیز رسیده است.

## جمعیت
این روستا در دهستان دابوی جنوبی قرار دارد و براساس سرشماری مرکز آمار ایران در سال ۱۳۸۵، جمعیت آن ۳۶۶ نفر (۹۱خانوار) بوده‌است.